# Profit plan
Il Profit Plan è il principale strumento aziendale utilizzato dai manager per dare un valore economico al loro business e ai loro programmi operativi, rendere possibile la valutazione di percorsi di azione alternativa, per stabilire obiettivi di performance e di responsabilità e per valutare la probabilità che i risultati ottenuti soddisfino le aspettative dei diversi portatori di interesse (stakeholder).
Il budget si occupa dei programmi di utilizzo delle risorse delle unità organizzative che generano o consumano risorse.
Al di là della terminologia, esiste coerenza nella maggior parte delle organizzazioni tra l'elaborazione dei Profit Plan dei budget.

## L'obiettivo
L'obiettivo del Profit Plan è triplice:
- Tradurre la strategia di business in un piano dettagliato per creare valore: i manager si accordano su ipotesi, valutano le alternative strategiche e raggiungono il consenso su una strategia di business.
- Valutare se sono disponibili risorse sufficienti per realizzare la strategia deliberata.
- Stabilire un collegamento tra obiettivi economici e principali indicatori di implementazione della strategia.

## Come costruire un Profit Plan
Per costruire un Profit Plan i manager devono rispondere a 3 differenti domande:
1. la strategia dell'organizzazione crea valore economico? Le strategie devono essere tradotte in numeri.
2. l'organizzazione ha sufficiente liquidità per finanziare la strategia e rimanere solvibile per l'intero esercizio? Serve per pagare fornitori, ma può essere insufficiente se c'è ritardo tra il momento della vendita e l'incasso dai clienti.
3. l'organizzazione crea abbastanza valore per attirare le risorse finanziarie necessarie ad investire nel lungo periodo in nuove attività? La crescita necessita di attività produttive, la cui acquisizione richiede investitori.

## I 3 cicli del Profit Plan
Per rispondere alle domande precedenti e preparare un Profit Plan devono essere svolte 3 diverse analisi composte da 3 diversi cicli interattivi tra loro:
1. Ciclo di profitto
2. Ciclo di cassa
3. Ciclo di Return on equity

I 3 cicli sono interdipendenti: modificare o cambiare qualsiasi ipotesi o numero genera alterazioni in tutte le altre variabili. Il fondamento della pianificazione del profitto è la formulazione di alcune ipotesi su come sarà il futuro. A volte i manager possiedono la maggior parte delle informazioni necessarie per un Profit Plan; se è così si possono fare delle ipotesi al vertice e comunicarle a tutta l'organizzazione aziendale. Le informazioni però sono delocalizzate in modo disperso nell'azienda, il processo di Profit Plan deve estendersi a tutta l'organizzazione e prevedere frequenti interazioni tra differenti livelli gerarchici e funzioni. 
Il Profit Plan, inoltre, dà informazioni sulle risorse economiche disponibili e aiuta i manager a valutare le alternative possibili: strategia differenti richiedono investimenti differenti.
In molti casi il Profit Plan è utilizzato anche per stabilire obiettivi di performance e i manager sono responsabili in prima persona del raggiungimento degli obiettivi del Profit Plan.
Al termine del processo si giunge a un consenso sulla direzione da seguire; ma inevitabilmente quando il Profit Plan è usato anche per valutare le performance, emergono tensioni all'interno dell'azienda: se il manager sa che le informazioni presentate come parte del processo di Profit Plan saranno impiegate per una valutazione a posteriori, può essere indotto a contenere gli obiettivi del PP per aumentare la probabilità di ottenere una valutazione finale positiva.